# Collegedale
Collegedale es una ciudad ubicada en el condado de Hamilton en el estado estadounidense de Tennessee. En el Censo de 2010 tenía una población de 8.282 habitantes y una densidad poblacional de 323,03 personas por km².

## Geografía
Collegedale se encuentra ubicada en las coordenadas 35°2′59″N 85°3′0″O / 35.04972, -85.05000. Según la Oficina del Censo de los Estados Unidos, Collegedale tiene una superficie total de 25.64 km², de la cual 25.64 km² corresponden a tierra firme y (0%) 0 km² es agua.

## Demografía
Según el censo de 2010, había 8.282 personas residiendo en Collegedale. La densidad de población era de 323,03 hab./km². De los 8.282 habitantes, Collegedale estaba compuesto por el 0.08% blancos, el 7.28% eran afroamericanos, el 0.45% eran amerindios, el 4.06% eran asiáticos, el 0.3% eran isleños del Pacífico, el 3.65% eran de otras razas y el 2.27% pertenecían a dos o más razas. Del total de la población el 0.01% eran hispanos o latinos de cualquier raza.